# Museum Nord

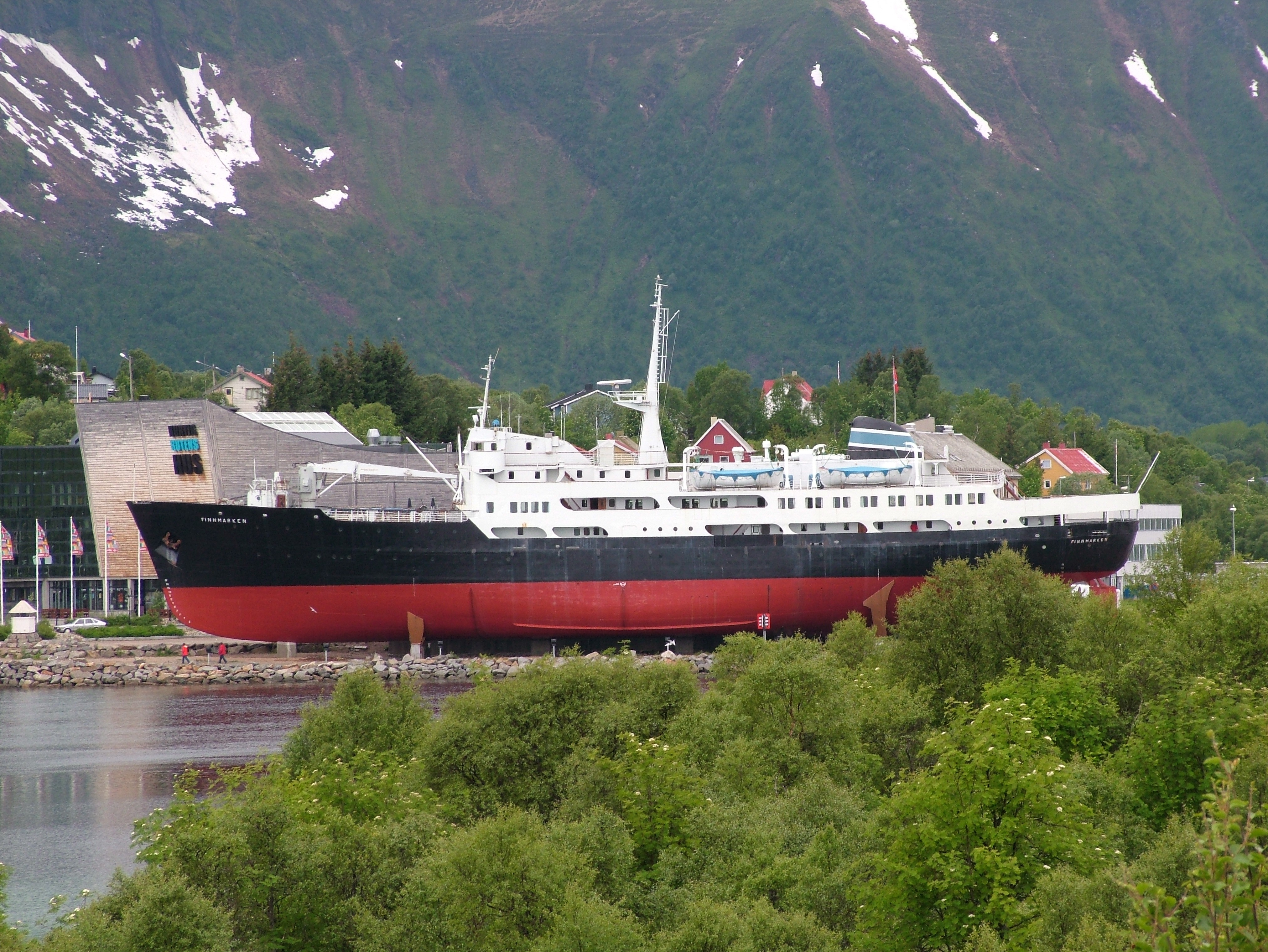
M/S Finnmarken är en del av Hurtigrutemuseet i Stokmarknes i Hadsel.

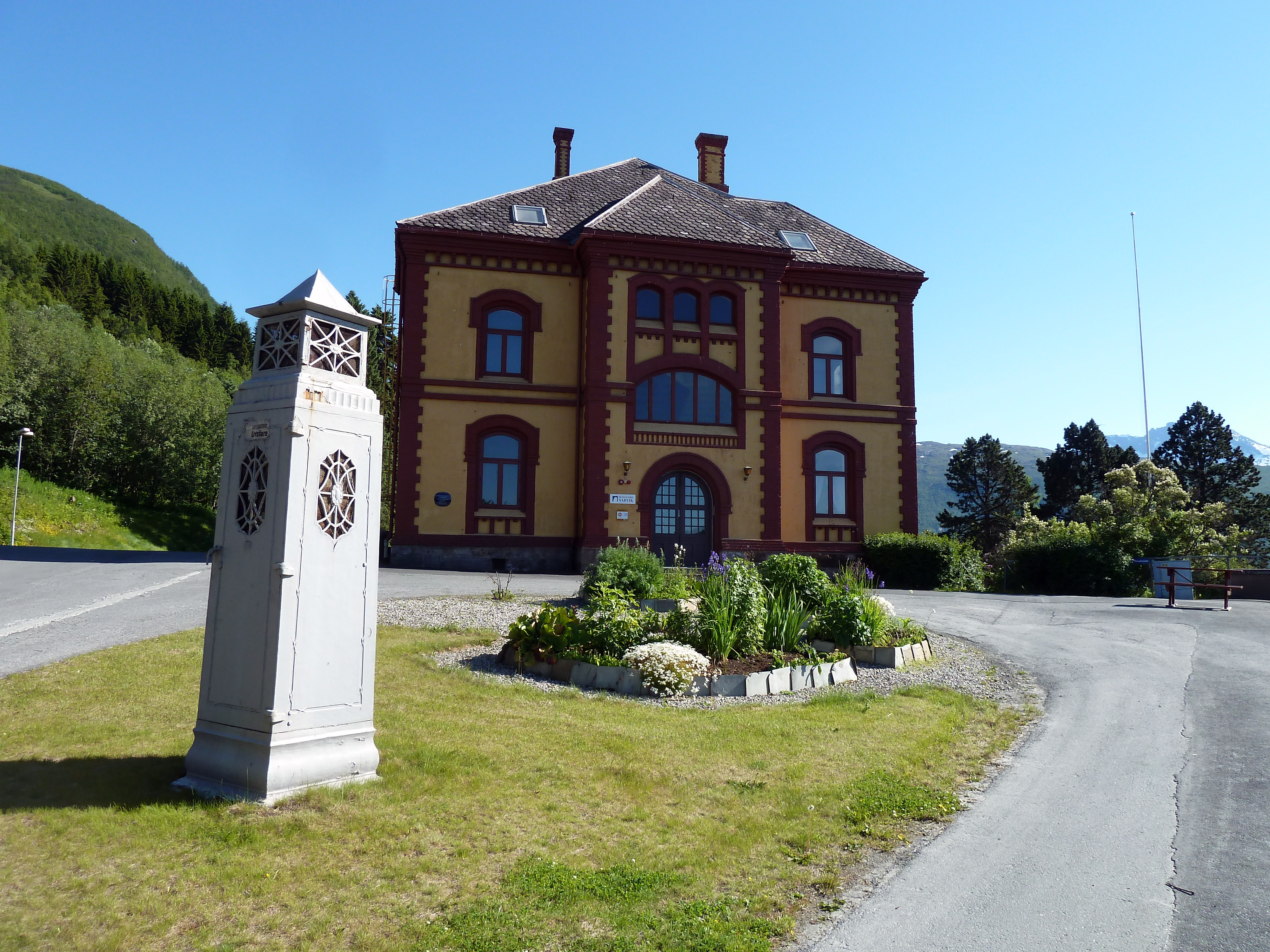
Museum Nord - Narvik i NSB:s tidigare administrationsbyggnad vid Administrasjonsveien 3 i Narvik.

Museum Nord är en museistiftelse för norra Nordland fylke, som administrerar ett antal lokala museer på Lofoten, Ofoten och Vesterålen.
Museet etablerades i december 2002 som en av tre konsoliderade museiorganisationer i Nordland fylke, tillsammans med Helgeland Museum och Nordlandsmuseet. Verksamheten kom igång i januari 2004.
Museum Nord har omkring 53 fast anställda plus omkring 13 i det helägda dotterbolaget Lofotr Næringsdrift AS. Museum Nords administration finns i Melbu i Hadsel samt i Borg i Vestvågøy. 
Museum Nords museer får ett driftsstöd, som till 60 % betalas av staten, 20 % från Nordland fylke och 20 % av regionens kommuner tillsammans.

## Museer
Museum Nord har 21 museer i elva kommuner:
- Andøymuseet i Andøy
- Ballangen Museum i Ballangen
- Bø Museum i Bø
- Hurtigrutemuseet i Hadsel
- Skrei upplevelsecenter, som omfattar Lofotakvariet och Galleri Espolin i Vågan, samt Lofotmuseet i Vågan, är en del av Kystverksmusea
- Lofoten Krigsminnemuseum i Vågan
- Lofotr Vikingmuseum i Vestvågøy
- Museum Nord - Narvik (tidigare Ofoten Museum) i Narvik
- Museum Nord Tysfjord (tidigare Tysfjord Museum) i Tysfjord, med enheter i Tysfjord och i Korsnes
- Norsk Fiskeindustrimuseum i Hadsel
- Norsk Fiskeværsmuseum i Moskenes
- Sortland Museum i Sortland
- Sørvågen radio og telemuseum i Sørvågen i Moskenes
- Vesterålsmuseet i Hadsel
- Vestvågøy Museum i Vestvågøy (Skaftnes Gård och Fygle museum)
- Øksnes Museum i Øksnes